# Парк Тиволи
Ти́воли (дат. Kjøbenhavns Sommer-Tivoli) — парк развлечений. Расположен в центре Копенгагена. Один из старейших парков Дании, стоящий на втором месте после Дирехавсбаккена.

## История
Тиволи был основан датским офицером Георгом Карстенсеном. Двери парка открылись 15 августа 1843 года.
Сейчас парк является одним из наиболее посещаемых в Скандинавии и третьим в Европе, уступая парижскому Диснейленду и немецкому Европа-парку.

## Транспорт
До Тиволи ходят поезда, ближайшая железнодорожная станция København H. Также можно добраться на городском автобусе маршрута 1A, 2А, 5А, 9А, 11A, 40, 66, 250S, 866.